# Юйлун-Насийский автономный уезд
Юйлун-Насийский автономный уезд (кит. упр. 玉龙纳西族自治县, пиньинь Yùlóng Nàxīzú zìzhìxiàn) — автономный уезд городского округа Лицзян провинции Юньнань (КНР).

## География
На территории автономного уезда расположен горный массив Юйлунсюэшань.

## История
После завоевания Дали монголами и вхождения этих мест в состав империи Юань была создана административная единица Лицзянский регион (丽江路). После завоевания провинции Юньнань войсками империи Мин «регионы» были переименованы в «управы», и поэтому в 1382 году Лицзянский регион стал Лицзянской управой (丽江府). Однако затем управа была упразднена, а местные народы стали управляться местными правителями из семейства Му (木氏), признававших сюзеренитет империи Мин, а впоследствии — империи Цин. Во времена империи Цин в XVIII веке был взят курс на интеграцию национальных меньшинств в общеимперские структуры, и в 1723 году Лицзянская управа была создана вновь, а местные вожди были лишены реальной власти; для администрирования территории в месте нахождения властей управы был создан уезд Лицзян (丽江县). После Синьхайской революции в Китае была проведена реформа структуры административного деления, в ходе которой управы были упразднены.
После вхождения провинции Юньнань в состав КНР в 1950 году был образован Специальный район Лицзян (丽江专区), и уезд вошёл в его состав.
В 1964 году уезд Лицзян был преобразован в Лицзян-Насиский автономный уезд (丽江纳西族自治县).
В 1970 году Специальный район Лицзян был переименован в Округ Лицзян (丽江地区).
В феврале 1986 года Госсовет КНР включил посёлок Даянь в общенациональный список мест, знаменитых в культурном и историческом плане.
4 декабря 1997 года посёлок Даянь, входящая в него в административном отношении деревня Шухэ, а также волость Байша были включены в Список всемирного наследия ЮНЕСКО как Лицзянский старый город.
Постановлением Госсовета КНР от 26 декабря 2002 года были расформированы округ Лицзян и Лицзян-Насиский автономный уезд, а вместо них образован городской округ Лицзян; на территории бывшего Лицзян-Насиского автономного уезда были созданы район Гучэн и Юйлун-Насиский автономный уезд (посёлок Даянь при этом оказался в составе района Гучэн, а волость Байша — в составе Юйлун-Насиского автономного уезда).
В 2012 году волость Байша была преобразована в посёлок.

## Административное деление
Автономный уезд делится на 7 посёлков, 6 волостей и 3 национальные волости.